# Ingeborg, vévodkyně z Västergötlandu
Ingeborg Dánská, plným jménem Ingeborg Charlotta Carolina Frederikke Louise (2. srpna 1878, Kodaň – 11. března 1958, Stockholm) byla rodem dánská princezna a sňatkem princezna švédská s titulem vévodkyně z Västergötlandu.
Princezna Ingeborg byla dcerou Frederika VIII. Dánského a Luisy Švédské, vyrůstala v Kodani jako dánská princezna. V roce 1897 se provdala za matčina bratrance, švédského prince Karla, vévodu z Västergötlandu, a zbytek života strávila ve Švédsku jako členka švédské královské rodiny.
Z manželství vzešly čtyři děti, mezi nimiž byly Marta, norská korunní princezna, a Astrid, belgická královna.

## Původ, mládí
Princezna Ingeborg se narodila 2. srpna 1878 ve venkovském sídle svých rodičů, paláci Charlottenlund severně od Kodaně, za vlády svého dědečka z otcovy strany, krále Kristiána IX. Byla druhou dcerou a pátým dítětem dánského korunního prince Frederika a jeho manželky, švédské princezny Luisy. Její otec byl nejstarším synem dánského krále Kristiána IX. a Luisy Hesensko-Kasselské a její matka byla jedinou dcerou švédského a norského krále Karla XV. a Luisy Oranžsko-Nasavské. Byla pokřtěna jmény Ingeborg Charlotte Caroline Frederikke Louise a byla známá jako princezna Ingeborg.

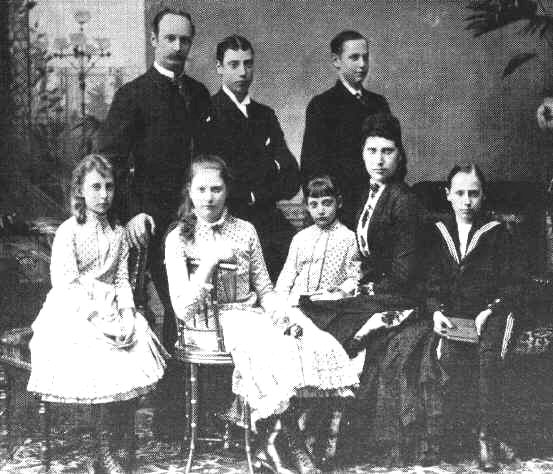
Princezna Ingeborg (úplně vlevo) s rodiči a nejstaršími sourozenci v roce 1885.

Jako vnučka Kristiána IX., označovaného přídomkem „tchán Evropy“, byla princezna Ingeborg spřízněna s několika evropskými panovníky a vládci. Byla tak sestřenicí budoucího krále Spojeného království Jiřího V., ruského cara Mikuláše II., řeckého krále Konstantina I. a brunšvického vévody Arnošta Augusta.
Princezna Ingeborg měla sedm sourozenců, z nichž dva nejstarší byli princ Kristián (budoucí dánský král Kristián X.) a princ Karel (budoucí norský král Haakon VII.). Spolu se svými sourozenci vyrůstala v královské domácnosti v Kodani a vyrůstala mezi městským sídlem svých rodičů, palácem Frederika VIII, palácem z 18. století, který je součástí komplexu paláce Amalienborg v centru Kodaně, a jejich venkovským sídlem, palácem Charlottenlund, který se nachází u pobřeží úžiny Øresund severně od města. Na rozdíl od běžné dobové praxe, kdy královské děti vychovávaly guvernantky, děti vychovávala sama korunní princezna Luisa. Pod dohledem matky se dětem korunní princezny dostalo poměrně přísné křesťansky orientované výchovy, která se vyznačovala přísností, plněním povinností, péčí a řádem. Navzdory této přísné výchově vyrostla z princezny Ingeborg přátelská, bezstarostná a pohotová mladá žena.

## Manželství

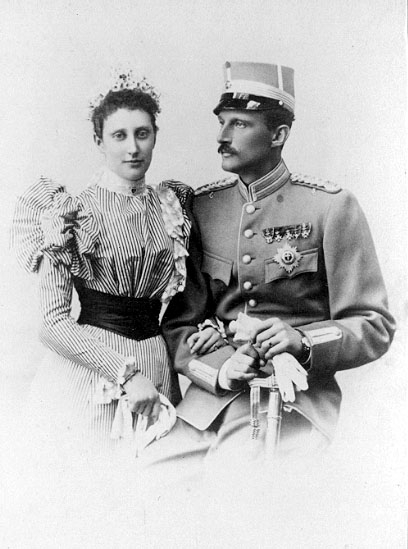
Princezna Ingeborg Dánská se svým manželem princem Karlem Švédským, vévodou z Västergötlandu, 1897

V květnu 1897 se princezna Ingeborg v osmnácti letech zasnoubila se švédským princem Karlem, vévodou z Västergötlandu, který byl třetím synem švédského a norského krále Oskara II. a Žofie Nasavské. Byli tedy příbuznými z prvního kolena. Dlouho bylo veřejným tajemstvím, že korunní princezna Luisa chtěla, aby se jedna z jejích dcer provdala za člena švédské královské rodiny, což se tedy skutečně stalo. V roce 1947 u příležitosti zlatého výročí svatby její choť přiznal, že jejich sňatek byl zcela domluven jejich otci, a sama Ingeborg dodala: „Vzala jsem si úplně cizího člověka!“ Ačkoli byl jejich sňatek domluvený, výsledek do značné míry odpovídal osobním aspiracím princezny,
Svatba se konala 27. srpna 1897 v kapli kodaňského paláce Christiansborg. Mezi svatebními hosty byli členové dánské a švédské královské rodiny a také nevěstiny tety z otcovy strany, ruská carevna vdova a princezna z Walesu. Po svatební hostině se novomanželé vydali z paláce na molo, kde se nalodili na dánskou královskou jachtu, pádlový parník Dannebrog, který brzy ráno následujícího dne odplul do Lübecku. Líbánky strávili v Německu.

## Vévodkyně z Västergötlandu
Sňatek byl populární, protože byla vnučkou populárního švédského a norského krále Karla XV. a měla ve Švédsku osobní úspěch. Říkalo se o ní, že ze všech zahraničních princezen provdaných do švédského královského rodu je snad nejvhodnější pro funkci švédské královny-choti a prvních deset let ve Švédsku jí téměř byla: od roku 1897 do roku 1907 se královna Žofie jen zřídka účastnila veřejných akcí a korunní princezna Viktorie trávila většinu času ze zdravotních důvodů v zahraničí, princezna Ingeborg tak získala více veřejných povinností a neoficiálně plnila většinu rolí spojených s královnou-chotí na švédském dvoře. Je vnímána jako osoba, která své reprezentační povinnosti vykonávala s kombinací důstojnosti a nenucené přátelskosti a která svým důvtipem přitahovala společenské kruhy. 
Ingeborg se zajímala o sport, zejména o bruslení, a na automobilové výstavě ve Stockholmu v roce 1903 podnikla s korunním princem Gustavem spontánní předváděcí jízdu v automobilu Scania. V roce 1908 doprovázela synovce svého manžela prince Viléma na jeho svatbě se svou sestřenicí z otcovy strany velkokněžnou Marií Pavlovnou v Rusku.

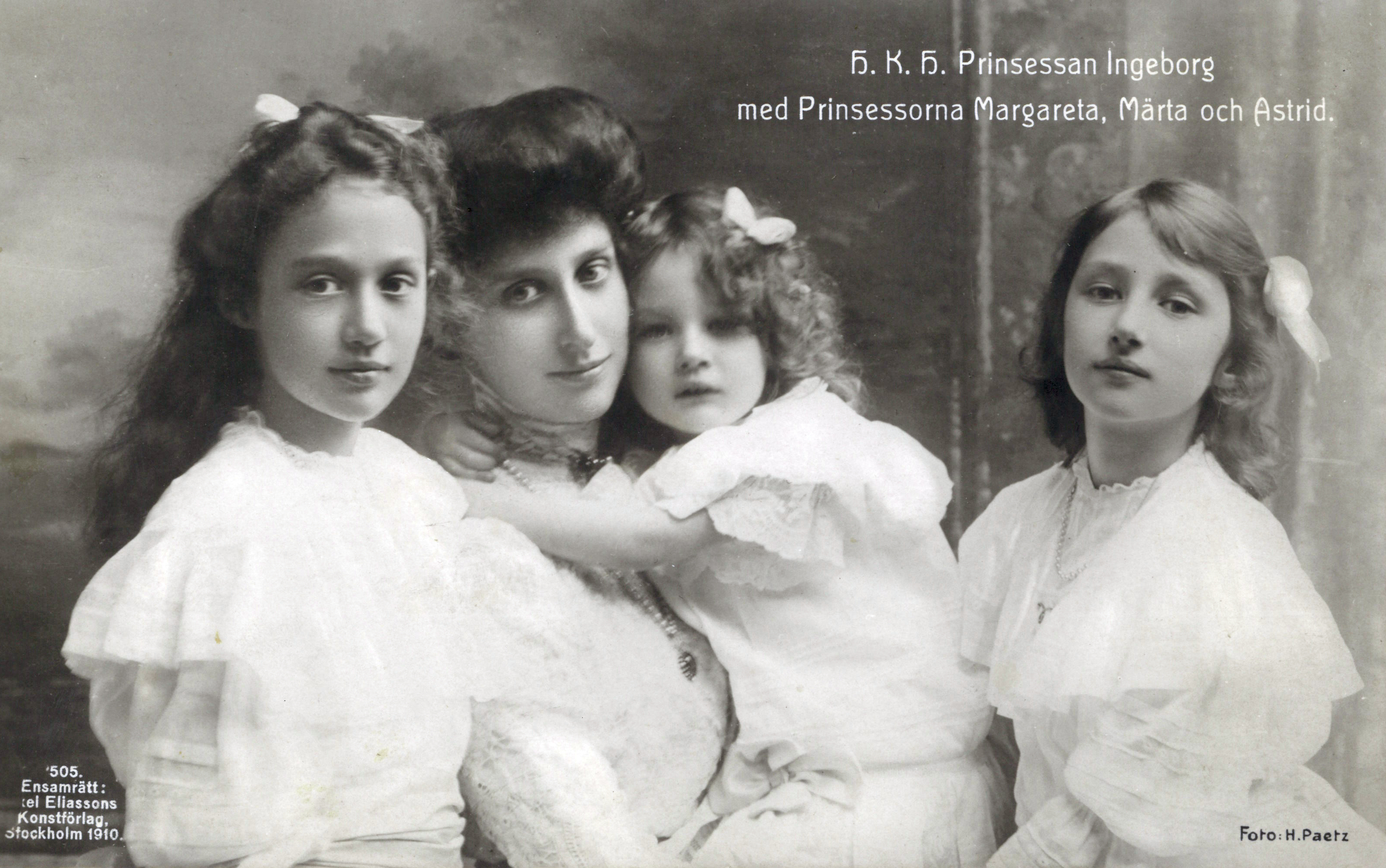
Princezna Ingeborg a její dcery, 1910

Manželství Ingeborg a Karla bylo nakonec úspěšné a jejich vztah byl popisován jako harmonický. Měli spolu čtyři děti:
- Markéta (25. června 1899 – 4. ledna 1977), ⚭ 1919 princ Axel Dánský (12. srpna 1888 – 14. července 1964)
- Marta (28. března 1901 – 5. dubna 1954), ⚭ 1929 Olaf V. (2. července 1903 – 17. ledna 1991), pozdější norský král
- Astrid (17. listopadu 1905 – 29. srpna 1935), ⚭ 1926 Leopold III. Belgický (3. listopadu 1901 – 25. září 1983), budoucí král belgický v letech 1934–1951
- Karel (10. ledna 1911 – 27. června 2003), vévoda z Östergötlandu do roku 1937
⚭ 1937 Elsa von Rosen (7. února 1904 – 15. dubna 1991), rozvod 1951
⚭ 1954 Ann Margareta Larssonová (22. března 1921 – 3. září 1975), rozvod 1961
⚭ 1978 Kristine Rivelsrudová (22. dubna 1932 – 4. listopadu 2014)

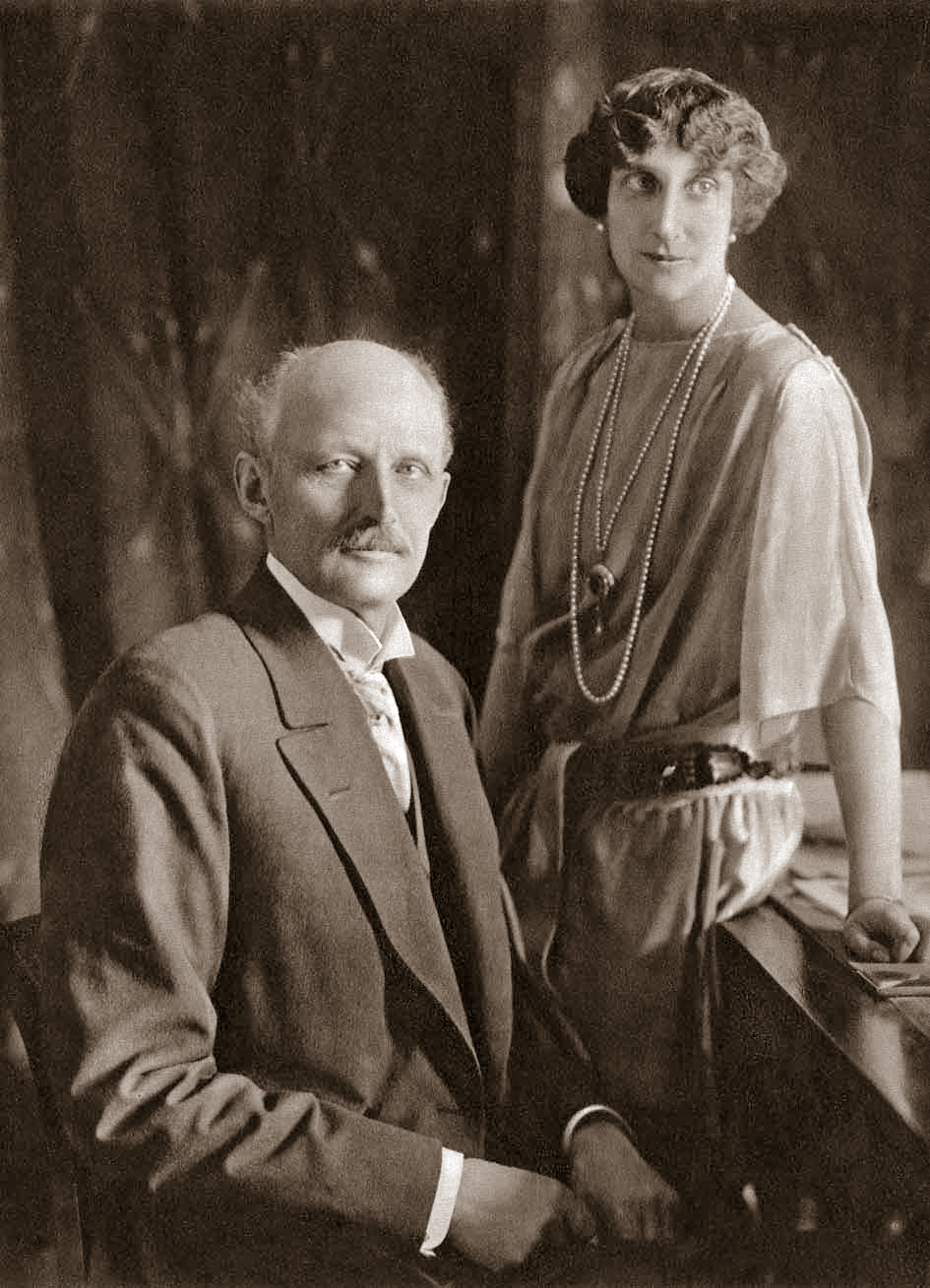
Princezna Ingeborg s manželem princem Karlem, 1926

Rodina žila harmonickým životem a byla známá jako „Šťastná rodina.“ Dětem byla poskytnuta jednoduchá výchova a očekávalo se od nich, že se naučí domácím pracím: ve svém domku na hraní například dostaly opravdová kamna, na kterých vařily opravdové jídlo. S Karlem žili se svými dětmi neformálním a důvěrným rodinným životem.
Ingeborg byla obdivována za to, jak zvládla ekonomické potíže, které zažila, když v roce 1922 zkrachovala banka, do níž investovali, a oni museli prodat svůj dům. V mnoha časopisech byla zobrazována jako symbol manželky a matky a po mnoho let byla nejoblíbenější členkou královského domu.
Během druhé světové války v letech 1940 až 1945 veřejně demonstrovala proti nacistickému Německu tím, že zablokovala okno svého domu, který stál naproti německému velvyslanectví ve Stockholmu.

## Smrt
Ingeborg zemřela ve Stockholmu 11. března roku 1958 ve věku 79 let, sedm let poté, co ovdověla. Byla svědkem smrti nejen svého manžela, ale i dvou svých dcer: Astrid zahynula v roce 1935 jako oběť automobilové nehody ve Švýcarsku, Marta pak v roce 1954 na rakovinu. Ingeborg byla pohřbena na Královském hřbitově v Haagském parku ve Stockholmu.
Díky sňatkům svých tří dcer se stala pramáti řady evropských monarchů, mezi něž patří norský král Harald V. či belgičtí králové Baudouin I. a Albert II.

## Tituly, oslovení a vyznamenání

### Tituly
- 22. srpna 1878 – 27. srpna 1897: Její Královská Výsost princezna Ingeborg Dánská
- 27. srpna 1897 – 12. března 1958: Její Královská Výsost princezna Ingeborg Dánská, vévodkyně z Västergötlandu

### Vyznamenání

#### Národní vyznamenání
- : Řád slona
- : Řád královské rodiny krále Kristiána IX. 1. třídy
- : Řád královské rodiny krále Frederika VIII. 1. třídy
- : Řád královské rodiny krále Kristiána X. 1. třídy
- : Řád královské rodiny krále Frederika IX. 1. třídy
- : Řád královské rodiny krále Oskara II. 2. třídy

## Vývod z předků
|                   |                                   |  |            |                                        |  |  |  |  |  |  |  | Fridrich Karel Ludvík Šlesvicko-Holštýnsko-Sonderbursko-Beckovský |
|                   |                                   |  |            |                                        |  |  |  |  |  |  |  |                                                                   |
|                   | Fridrich Vilém Glücksburský       |  |            |                                        |  |  |  |  |  |  |  |                                                                   |
|                   |                                   |  |            |                                        |  |  |  |  |  |  |  |                                                                   |
|                   |                                   |  |            | Frederika Schliebenská                 |  |  |  |  |  |  |  |                                                                   |
|                   |                                   |  |            |                                        |  |  |  |  |  |  |  |                                                                   |
|                   | Kristián IX.                      |  |            |                                        |  |  |  |  |  |  |  |                                                                   |
|                   |                                   |  |            |                                        |  |  |  |  |  |  |  |                                                                   |
|                   |                                   |  |            | Karel Hesensko-Kasselský               |  |  |  |  |  |  |  |                                                                   |
|                   |                                   |  |            |                                        |  |  |  |  |  |  |  |                                                                   |
|                   | Luisa Karolina Hesensko-Kasselská |  |            |                                        |  |  |  |  |  |  |  |                                                                   |
|                   |                                   |  |            |                                        |  |  |  |  |  |  |  |                                                                   |
|                   |                                   |  |            | Luisa Dánská a Norská                  |  |  |  |  |  |  |  |                                                                   |
|                   |                                   |  |            |                                        |  |  |  |  |  |  |  |                                                                   |
|                   | Frederik VIII.                    |  |            |                                        |  |  |  |  |  |  |  |                                                                   |
|                   |                                   |  |            |                                        |  |  |  |  |  |  |  |                                                                   |
|                   |                                   |  |            | Fridrich Hesensko-Kasselský            |  |  |  |  |  |  |  |                                                                   |
|                   |                                   |  |            |                                        |  |  |  |  |  |  |  |                                                                   |
|                   | Vilém Hesensko-Kasselský          |  |            |                                        |  |  |  |  |  |  |  |                                                                   |
|                   |                                   |  |            |                                        |  |  |  |  |  |  |  |                                                                   |
|                   |                                   |  |            | Karolina Nasavsko-Usingenská           |  |  |  |  |  |  |  |                                                                   |
|                   |                                   |  |            |                                        |  |  |  |  |  |  |  |                                                                   |
|                   | Luisa Hesensko-Kasselská          |  |            |                                        |  |  |  |  |  |  |  |                                                                   |
|                   |                                   |  |            |                                        |  |  |  |  |  |  |  |                                                                   |
|                   |                                   |  |            | Frederik Dánský (1753–1805)            |  |  |  |  |  |  |  |                                                                   |
|                   |                                   |  |            |                                        |  |  |  |  |  |  |  |                                                                   |
|                   | Luisa Šarlota Dánská              |  |            |                                        |  |  |  |  |  |  |  |                                                                   |
|                   |                                   |  |            |                                        |  |  |  |  |  |  |  |                                                                   |
|                   |                                   |  |            | Žofie Frederika Meklenbursko-Zvěřínská |  |  |  |  |  |  |  |                                                                   |
|                   |                                   |  |            |                                        |  |  |  |  |  |  |  |                                                                   |
| 'Ingeborg Dánská' |                                   |  |            |                                        |  |  |  |  |  |  |  |                                                                   |
|                   |                                   |  |            |                                        |  |  |  |  |  |  |  |                                                                   |
|                   |                                   |  | Karel XIV. |                                        |  |  |  |  |  |  |  |                                                                   |
|                   |                                   |  |            |                                        |  |  |  |  |  |  |  |                                                                   |
|                   | Oskar I.                          |  |            |                                        |  |  |  |  |  |  |  |                                                                   |
|                   |                                   |  |            |                                        |  |  |  |  |  |  |  |                                                                   |
|                   |                                   |  |            | Désirée Clary                          |  |  |  |  |  |  |  |                                                                   |
|                   |                                   |  |            |                                        |  |  |  |  |  |  |  |                                                                   |
|                   | Karel XV.                         |  |            |                                        |  |  |  |  |  |  |  |                                                                   |
|                   |                                   |  |            |                                        |  |  |  |  |  |  |  |                                                                   |
|                   |                                   |  |            | Evžen de Beauharnais                   |  |  |  |  |  |  |  |                                                                   |
|                   |                                   |  |            |                                        |  |  |  |  |  |  |  |                                                                   |
|                   | Joséphine de Beauharnais mladší   |  |            |                                        |  |  |  |  |  |  |  |                                                                   |
|                   |                                   |  |            |                                        |  |  |  |  |  |  |  |                                                                   |
|                   |                                   |  |            | Augusta Bavorská                       |  |  |  |  |  |  |  |                                                                   |
|                   |                                   |  |            |                                        |  |  |  |  |  |  |  |                                                                   |
|                   | Luisa Švédská                     |  |            |                                        |  |  |  |  |  |  |  |                                                                   |
|                   |                                   |  |            |                                        |  |  |  |  |  |  |  |                                                                   |
|                   |                                   |  |            | Vilém I. Nizozemský                    |  |  |  |  |  |  |  |                                                                   |
|                   |                                   |  |            |                                        |  |  |  |  |  |  |  |                                                                   |
|                   | Frederik Nizozemský               |  |            |                                        |  |  |  |  |  |  |  |                                                                   |
|                   |                                   |  |            |                                        |  |  |  |  |  |  |  |                                                                   |
|                   |                                   |  |            | Vilemína Pruská (1774–1837)            |  |  |  |  |  |  |  |                                                                   |
|                   |                                   |  |            |                                        |  |  |  |  |  |  |  |                                                                   |
|                   | Luisa Oranžsko-Nasavská           |  |            |                                        |  |  |  |  |  |  |  |                                                                   |
|                   |                                   |  |            |                                        |  |  |  |  |  |  |  |                                                                   |
|                   |                                   |  |            | Fridrich Vilém III.                    |  |  |  |  |  |  |  |                                                                   |
|                   |                                   |  |            |                                        |  |  |  |  |  |  |  |                                                                   |
|                   | Luisa Pruská                      |  |            |                                        |  |  |  |  |  |  |  |                                                                   |
|                   |                                   |  |            |                                        |  |  |  |  |  |  |  |                                                                   |
|                   |                                   |  |            | Luisa Meklenbursko-Střelická           |  |  |  |  |  |  |  |                                                                   |
|                   |                                   |  |            |                                        |  |  |  |  |  |  |  |                                                                   |